# Picea polita
Picea polita — вид голонасінних рослин з родини соснових. Місцевий ареал цього виду — Центральна та Південна Японія. Видова назва polita походить від латинського politus = елегантний.

## Галерея

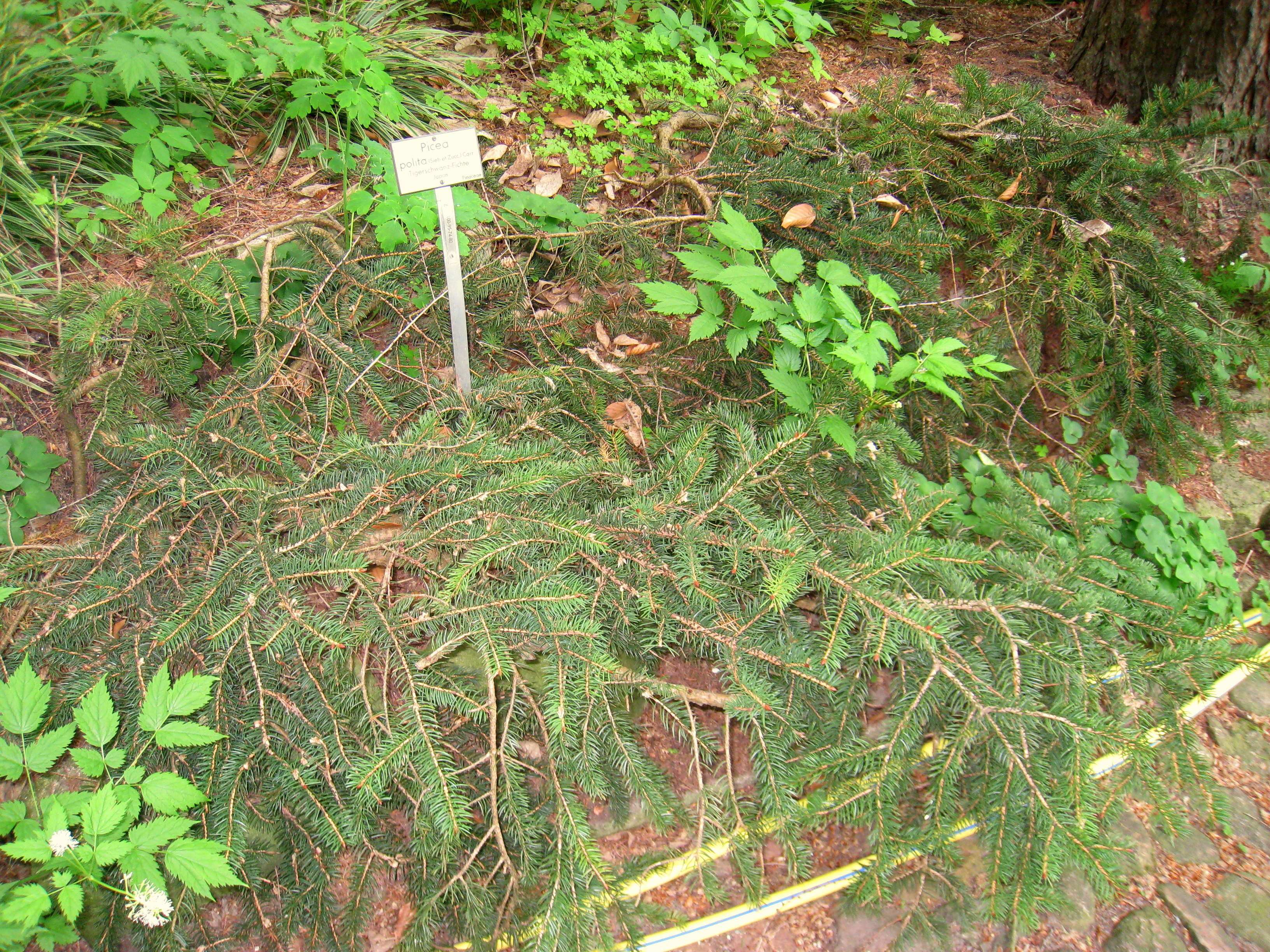
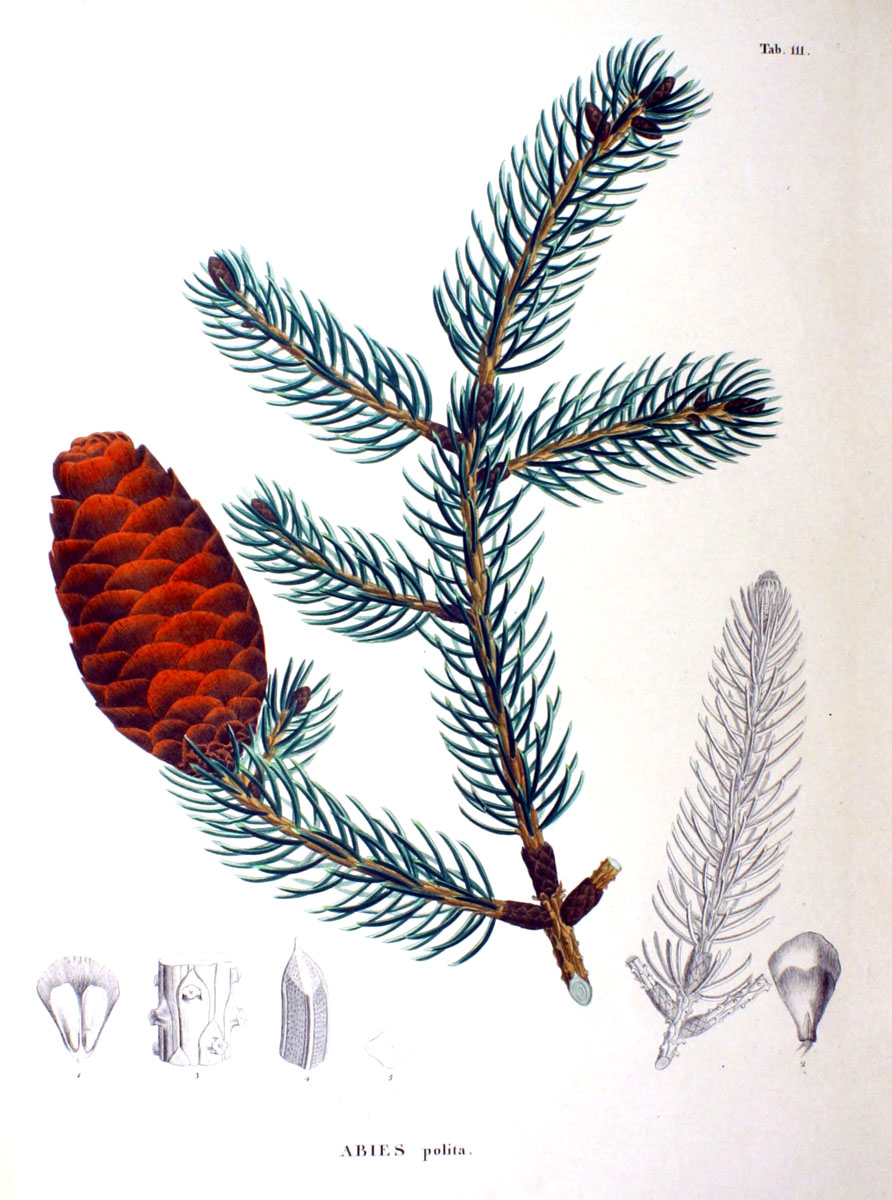